# تروين دود ليقتهوس (للنغد)
تروين دود ليقتهوس (بالإنجليزية: Trwyn Du Lighthouse)‏ هي منارة تقع في المملكة المتحدة في Near Penmon, Anglesey.